# 2si
2si je bio američki proizvođač motora iz Beauforta u Južnoj Karolini. Prestala je raditi 2014. godine. Bio je podružnica u potpunom vlasništvu društva AMW Cuyuna Engine Company, prije znanog kao Cuyuna Development Company.
Kompanija je kupila liniju dvotaktnih motora koje je izvorno projektirao i proizvodio JLO iz Njemačke i prodavao ih pod robnom markom Cuyuna za snjegomobil i poslije za primjenu kod mikrolake zrakoplove. Cuyuna je poslije stvorila podružnicu Two Stroke International, poznatu kao 2si, radi proizvodnje, promocije i prodaje linije motora. Cuyuna ne proizvodi više motore za zrakplove, nego promovira i prodaje ih za industrijsku, pomorsku namjenu, automobilske utrke, utrke kartinga i sveterenska vozila.

## Namjene
Zrakoplovni motori: 
- 215
- 230
- 340
- 430
- 460
- 540
- 690
- 808

Višegorivni motori:
- 215 MF
- 230 MF
- 460 MF

Industrijski motori:
- 215
- 230
- 460
- 690

Motori za plovila i mlazne pumpe:
- 460
- 690

Motori za športska vozila:
- 460
- 500
- 540

## Vanjske poveznice
- Službene stranice  Arhivirana inačica izvorne stranice od 26. rujna 2015. (Wayback Machine)